# Auvergne n.º 76
Auvergne n.º 76 es un municipio rural canadiense situado en la provincia de Saskatchewan.

## Superficie
Auvergne n.º 76 tiene una superficie de 846,86 km².

## Demografía
En 2021, tenía 381 habitantes, una densidad poblacional de 0,4 hab./km², y 132 viviendas.